# Global Gaming League
Die Global Gaming League (kurz GGL) war eine amerikanische E-Sport-Liga. Es wird zwischen GGL Ladders, GGL Leagues und GGL Events unterschieden. Nachdem Ende 2004 eine Partnerschaft zwischen der niederländischen ClanBase und der GGL bekannt gegeben wurde, folgte die Eingliederung der ClanBase in die GGL im Juli 2005. Für Aufsehen hat die Gründung der Hip-Hop Gaming League von Snoop Dogg im Februar 2006 gesorgt, in der unter anderem Method Man, Twista und Just Blaze gegeneinander antreten. Das erste ligenübergreifende Turnier der ClanBase und GGL fand mit dem TransAtlantic Showdown, in dem die Gewinner des EuroCups gegen die Gewinner des AmeriCups antreten, Ende März 2006 statt. Mit dem Golden Llama Award vergibt die GGL auch einen Preis für E-Sport-Filme. Ein weiteres Event der Global Gaming League sind die V-Sports All-Stars Games bei denen die besten Spieler von Lesern in Kontinentalteams gewählt werden und gegeneinander antreten.